# Progne murphyi
Progne murphyi là một loài chim trong họ Hirundinidae.